# 乌克兰难民危机
乌克兰难民危机是2022年俄羅斯入侵烏克蘭後逃離至其他國家的烏克蘭人所引發的人道主義危機。在戰爭爆發後的數月時間，有超過600万难民离开乌克兰前往歐洲其他國家，而烏克蘭国内流离失所者人數已達到800萬（截至2022年5月底）。截至2022年3月20日，有四分之一的烏克蘭人逃離家園。由於18至60歲的男子被禁止離境，逃往國外的難民大多為婦女和兒童。俄羅斯入侵烏克蘭造成了欧洲自二战以来最大的难民危机，也是自1990年代南斯拉夫內戰以来欧洲首次出现大規模難民危机，也是自21世纪以來全球最大的难民危机之一。 
联合国人权事务高级专员办事处负责人称乌克兰难民外流的速度“惊人”，并暗示乌克兰境内流离失所者的人数与离开该国的人数一样多。 自2014年顿巴斯战争開始至俄羅斯全面入侵烏克蘭前，就已產生了超过200万难民和国内流离失所者。
絕大多數難民最初進入烏克蘭西部的鄰國（波蘭、斯洛伐克、匈牙利、羅馬尼亞、和摩爾多瓦）。在德國逐漸成為最大定居國之前，波兰接收的乌克兰的难民比所有其他欧洲国家的总和还要多（截至2022年3月27日波蘭已接收230万乌克兰难民）。其他接收难民的國家還有罗马尼亚、摩尔多瓦、匈牙利和斯洛伐克。以此前百般反對難民相比，此次歐洲人對難民的態度明顯比其他地域歡迎，對烏克蘭人大開邊境，在歐洲各國幾乎未有人發聲反對烏人來本國長期居住，在德國的調查顯示近一半還願意提供部分物質資助，有超過四分之一甚至同意讓他們來自己的家中暫避，而歐洲社會在戰後一年仍保持很高的容忍度，除了民族比較親近的原因，這還可以被解釋為地緣關係密切、有共同歷史與宗教等造成收容意願奇高。一些难民随后进一步向西迁移，但观察人士指出，他们中的大多数人可能会留在烏克蘭周邊國家。有些欧洲国家的铁路公司已经允许乌克兰难民免费乘坐火车出行。目前已登記的難民數有810萬人以上，造成歐洲政府的沈重財務負擔，但也因多數為青壯年女性與兒童，使得老齡化的歐洲補充了相當的工作人口，預期還需要有長期方案以平衡移民、教育、民族問題與烏克蘭的經濟發展。
2022年3月上旬，也有22萬烏克蘭難民因為想家而返回烏克蘭。2023年9月28日，欧盟将此前授予乌克兰难民享有歐盟公民待遇的临时保护地位延长至2025年。

## 国家
随着俄罗斯于2022年2月24日入侵乌克兰，与乌克兰接壤的中欧国家宣布已准备好庇护逃离战争的乌克兰人。摩爾多瓦、羅馬尼亞、斯洛伐克、匈牙利對持有效護照從烏克蘭出境的人员临时免签。

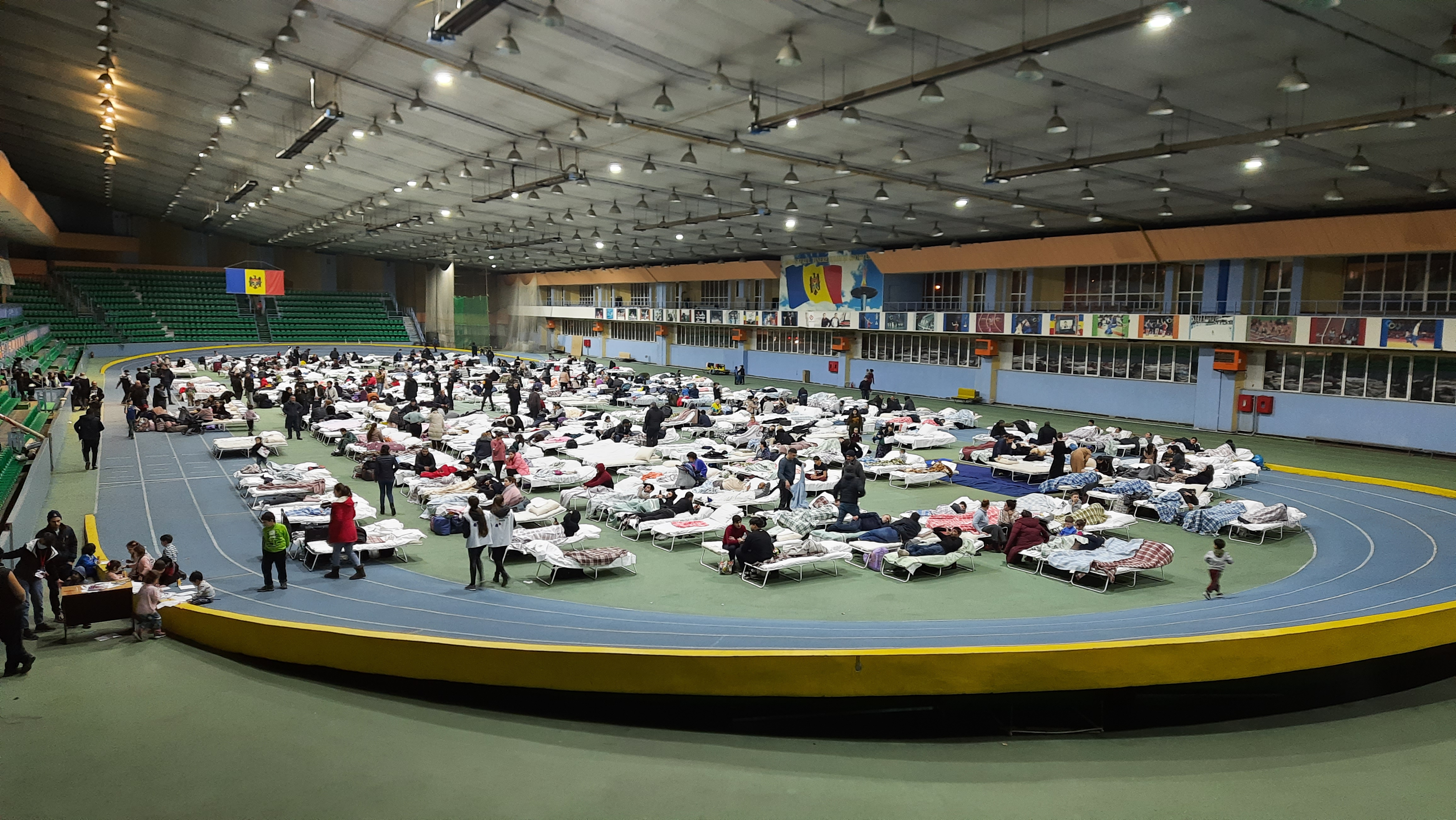
在基希讷乌设立的难民中心之一

#### 摩尔多瓦
摩尔多瓦共和国总统馬婭·桑杜表示，截至2022年2月24日，已有超过4,000名乌克兰公民越境进入摩尔多瓦。為迎接難民潮，摩爾多瓦總統宣布國家將進入緊急狀態。

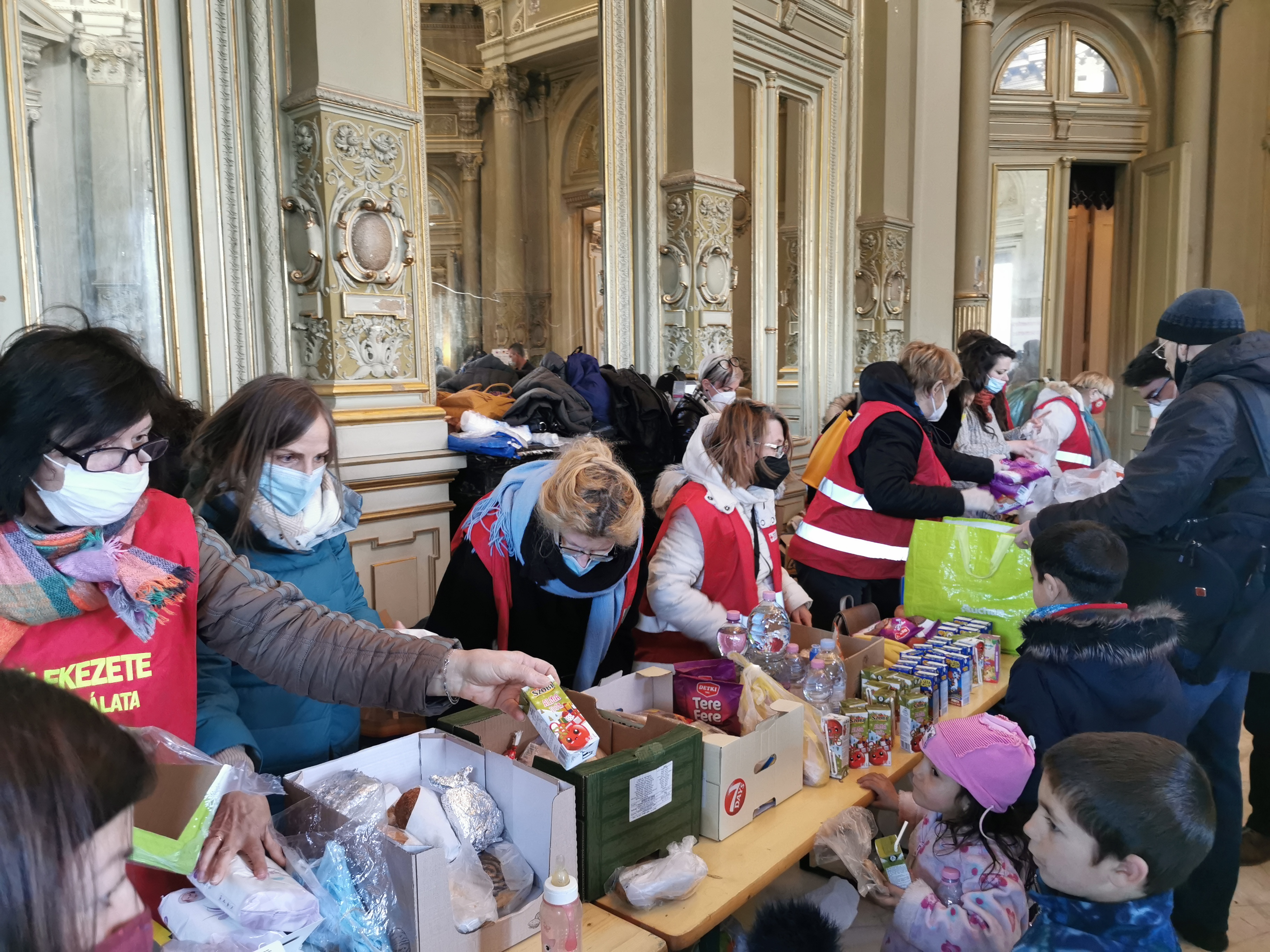
帮助难民的匈牙利志愿者

#### 匈牙利

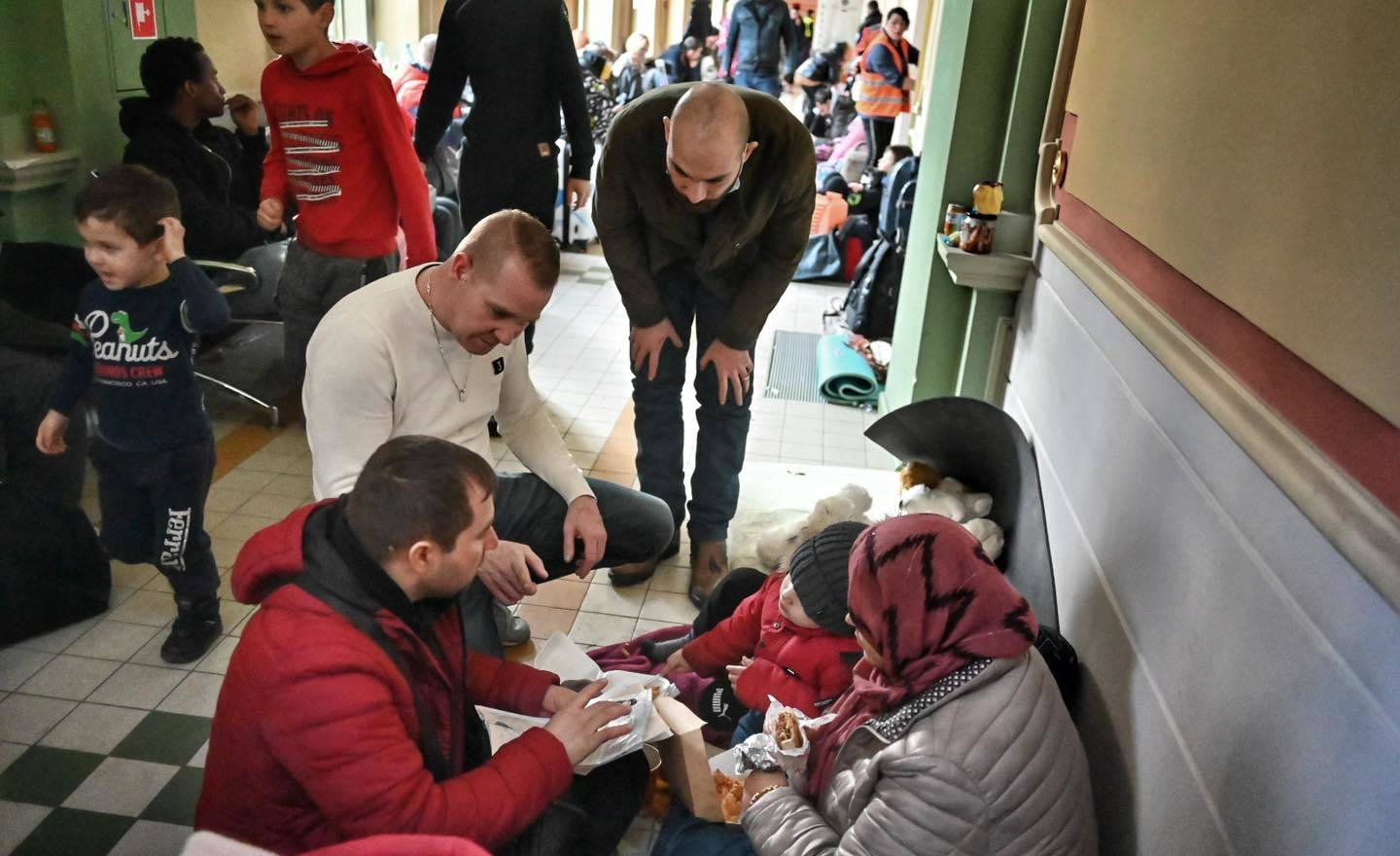
难民在波兰边境普热梅希尔的火车站附近互相照顾

在开战前一日，匈牙利国防部长本科·蒂博尔表示，匈牙利已经准备好接受数以万计的乌克兰难民。总理欧尔班·维克多于2月24日在俄罗斯入侵后表示，匈牙利已经为迎接入境人数增加的乌克兰难民提供服务。

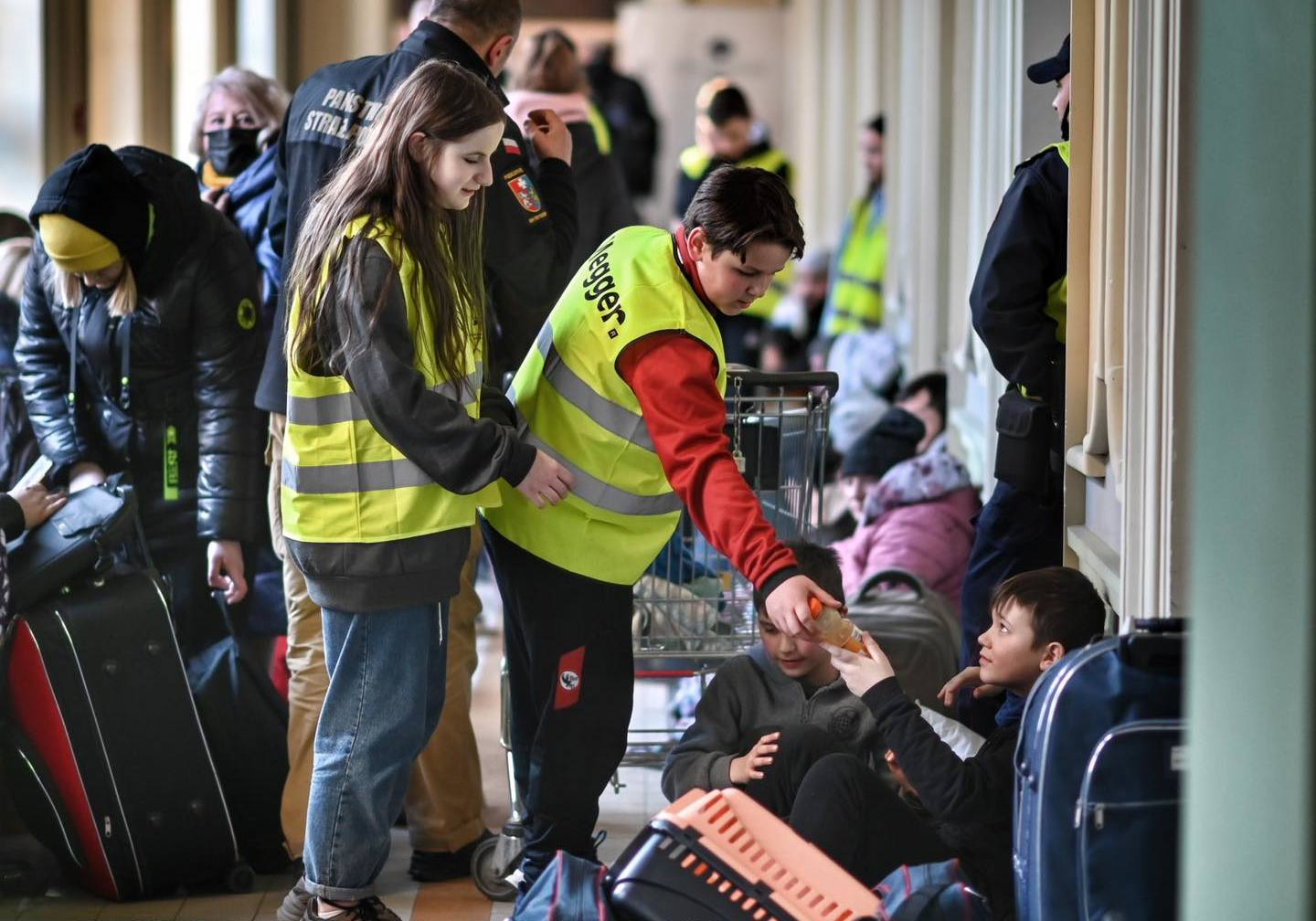
志愿者在波兰火车站协助难民

#### 波兰
波兰早在入侵开始时就为难民的涌入做准备，尽管在入侵的第一天没有报告大量的难民。为方便过境，波兰取消了因2019冠状病毒病疫情对入境的限制。乌克兰难民可免签证入境，且可以获得饮食、医疗和住宿的援助。波兰为乌克兰保持边境开放，在与乌克兰535公里（332英里）长的边界沿线开设9个接待中心，以应付俄罗斯入侵乌克兰后的烏克蘭难民涌入。至3月7日，波蘭已接收100萬烏克蘭难民。

#### 德国
德国宣布为来自乌克兰的难民和庇佑的波兰提供人道帮助，柏林市长弗兰齐斯卡·吉费告诉媒体，德国首都已为难民的到来做准备。

#### 罗马尼亚
在战争开始前的动员准备工作之后，乌克兰难民开始越境进入罗马尼亚，他们大多通过苏恰瓦县的錫雷特镇越境。罗马尼亚免除了乌克兰难民在进入该国时因2019冠状病毒病疫情而实施的强制隔离。

#### 美国
3月24日，美國總統拜登訪問歐洲期間白宮宣佈，美國將接收多達10萬名烏克蘭難民。

## 各國難民数量
| 難民抵達的國家 | 難民數量                                    |
| -------------- | ------------------------------------------- |
| 波蘭           | 1563 386                                    |
| 羅馬尼亞       | 106 786                                     |
| 俄羅斯         | 2852 395                                    |
| 匈牙利         | 551 010                                     |
| 摩尔多瓦       | 102 016                                     |
| 斯洛伐克       | 105 732                                     |
| 捷克           | 478 614                                     |
| 德国           | 1021 667                                    |
| 保加利亚       | 146 659                                     |
| 義大利         | 167 925                                     |
| 法國           | 118 994                                     |
| 美国           | 221 000/27.1万（2023年2月，美國國土安全部） |
| 英国           | 154 600                                     |
| 西班牙         | 161 012                                     |

## 國際援助
聯合國兒童基金會、聯合國難民署、國際救援委員會、乌克兰美国救济联合委员会等組織開始接受外界捐款，以幫助難民和受危機影響的人。 《基輔獨立報》等其他組織開始了 GoFundMe活動，籌集資金或呼籲捐贈實物。
5月10日，美國眾議院通過立法，將為在美國的烏克蘭難民提供$9億美元的住房、教育、和其他幫助。聯合國兒童基金會還通過提供基本醫療服務、安全飲用水供應、教育和保護來幫助烏克蘭兒童和難民。

## 爭議與擔憂

### 人口販賣問題
歐洲委員會打擊人口販運行動專家組 (GRETA) 以及人口販賣基金會和世界宣明會等援助組織警告說，難民有可能陷入人口贩卖、剝削和暴力，包括性暴力。
在難民危機期間，人們對人口販運和性暴力的擔憂得到了體現，文件和身份證明參差不齊、語言障礙和大量難民為販運者創造了機會。 一名在邊境地區留下來幫忙的烏克蘭難民告訴記者，他曾因三名手持交通標誌的男子報警，這三名男子後來因尋找女性從事性交易而被捕。另一名難民談到有人試圖脅迫她和她的孩子進入一輛只有女性的貨車，並拒絕向她出示身份證明，並試圖恐嚇她放棄其他旅行選擇。至少有一名男子因涉嫌強姦一名 19 歲的難民而被捕，此前他承諾要為她提供工作和住所。La Strada 国际协会曾處理過一個案例，其中烏克蘭女孩獲得了前往墨西哥、土耳其和阿拉伯聯合酋長國的機票，但從未見過邀請她們的男人。 歐盟內政事務專員伊尔娃·约翰逊(Ylva Johansson)說：“我們從在線服務中得到一些跡象，表明對烏克蘭女性的性需求有所增加。”  據《今日美國》報導，“該地區各種形式的非法販賣婦女和女童以及男童的行為急劇增加，包括強迫性行為和勞動、賣淫、色情製品和其他形式的性剝削……最近 根據歐洲安全與合作組織 (OSCE) 的數據，幾週以來，歐洲國家對烏克蘭女性和伴游、性交易、或色情等關鍵詞的在線搜索量急劇上升。”
波蘭、羅馬尼亞和斯洛伐克的執法部門在邊境口岸部署了巡邏隊，以監視犯罪活動。 男人和女人都試圖在車站招募女性難民。波蘭政府通過了一項修正案，將販賣人口的最低刑期從3年提高到10年，將兒童性交易的最低刑期從10年提高到25年。在柏林，德國當局建議難民不要直接接受火車站人員的幫助，並建議德國人在協調網站上登記他們提供的幫助，而不是直接接近難民。德國警方還增加了火車站的穿制服和臥底警察的數量，並要求志願者報告火車站的可疑活動。

### 無人陪伴的未成年人
聯合國兒童基金會和聯合國難民署對無人陪伴旅行的未成年人表示擔憂，並敦促鄰國在將兒童送往搬遷服務機構之前對其進行身份識別和登記。 他們還強調了烏克蘭的一些機構護理和寄宿學校，這些學校有大約10,000名學生被捲入入侵。 在一些國家，寄養家庭或孤兒院專門為孤兒提供住宿。聯合國兒童基金會在鄰國設立了“藍點”安全空間，其中包括為無人陪伴的兒童提供支持。  此外，現在通過兒童到達國的臨時監護製度為失散和無人陪伴的未成年人提供一些保護，波蘭和其他國家根據新立法建立了這一制度。

### 种族歧视爭議
2020年，乌克兰有超过76,000名外国学生，印度和非洲各占总数的四分之一。阿富汗人是烏克蘭最大的移民群体，早在1980年代就有阿富汗人來到烏克蘭。難民危机发生几天后，一些逃离乌克兰的人报告称有國家的边防警卫和政府歧视來自烏克蘭的非欧洲人和罗姆人。有报道称，這些人被迫排在難民队伍的后面，並且被阻止越過边境，还有的人被警卫殴打。 据报道，一些印度人和非洲人在进入波兰后受到波兰民族主义者的骚扰和威胁。 
非洲联盟称阻止非洲人越境的企图是种族主义行為和不符合国际法的。  3月2日，乌克兰外长德米特里·库列巴表示，非洲人應該與其他人一樣平等地离开该国，不應該被區別對待，他还表示“乌克兰政府會不遗余力地解决这个问题”。  3月3日，俄罗斯总统弗拉基米尔·普京与印度总理纳伦德拉·莫迪举行会谈，并告诉他，他已指示俄罗斯士兵“确保印度国民安全地撤出武装冲突区”。 
据德国电视台今日新聞报道，目前无法确认乌克兰或其他国家政府是否故意阻止黑人越境。同一篇文章还指出，这些指控正中俄羅斯總統普京的下懷，這反而證明他對烏克蘭發動的軍事行動是正當的。 在波兰社交媒体上，亲俄罗斯和种族主义内容在俄羅斯入侵后都有所增加。 
另有人指出，相對於2015年歐洲移民危機時期的難民，乌克兰难民在政策、边境待遇上都要好上許多。歐洲對來自叙利亚、阿富汗、伊拉克和其他國家的难民更苛刻，而且限制更多，而对乌克兰难民则相对热情 。一些西方媒体和政治家稱乌克兰人民是"白人"、"基督徒"、是"文明"的人、"像我们一样"，以及拥有 "蓝眼睛和金发" 。
波士顿东北大学的瑟琳娜·帕雷克認為，除了种族主义之外，还有其他因素可以解释歐洲移民危機時期的叙利亚難民與烏克蘭難民的不同待遇： 例如乌克兰难民几乎完全是妇女、儿童和老人（乌克兰已禁止年轻男子出国）； 乌克兰人有权进入欧盟并停留最多90天， 而且中东欧國家与乌克兰的地理和语言接近，這些國家本身就有大量乌克兰侨民、並且曾經都遭受過苏联的侵略和占领，這一點來說似乎有些感同身受，大家都有慘痛的回憶。 